# Кривовское
Кривовское — посёлок в Марксовском районе Саратовской области, в составе сельского поселения Подлесновское муниципальное образование.
Основан как немецкая колония Обермонжу (нем. Obermonjou) в 1767 году.
Население — 6 (2010).

## История
Основан как немецкая колония Обермонжу в 1767 году. Названа по фамилии колонистского директора Монжу. По указу от 26 февраля 1768 года о наименованиях немецких колоний сохранила прежнее название. После 1915 года получила название Кривовка.
Первые поселенцы — 83 семьи из Мекленбурга, Вюрцбурга и Франции. Вызывательская колония Борегара.
Колония входила в состав Екатериненштадтского колонистского округа Вольского уезда (с 1835 года Николаевского уезда) Саратовской губернии, с 1851 года — того же уезда Самарской губернии. С 1871 года — село Екатериненштадтской волости Николаевского уезда.
В 1857 году земельный надел составлял 5941 десятина (на 205 семей). В 1877-78 годах 544 человека выехали в Америку. По сведениям Самарского Губернского Статистического Комитета за 1910 год в селе Обермонжу считалось 392 двора. Количество надельной земли удобной показано 8117 десятин, неудобной — 2122 десятины. Село имело католическую церковь, земскую школу и 2 маслобойни.
С 1918 года в составе Марксштадтского района, с 1922 года — в составе Марксштадтского кантона Трудовой коммуны (автономной области) немцев Поволжья (с 1924 года — АССР немцев Поволжья)
В голод 1921 года в селе родилось 141, умерли 386 человек. В 1926 году в селе имелись сельсовет, кооперативная лавка, сельскохозяйственное кооперативное товарищество, два машинных товарищества, две артели, начальная школа, пункт ликбеза. В 1927 году возвращено название Обермонжу.
28 августа 1941 года был издан Указ Президиума ВС СССР о переселении немцев, проживающих в районах Поволжья. Немецкое население депортировано, село, как и другие населённые пункты Марксштадтского кантона было включено в состав Саратовской области. Переименовано в посёлок Кривовское.

## Физико-географическая характеристика
Посёлок находится в Низком Заволжье, относящемся к Восточно-Европейской равнине, на волжском левобережье, на границе Сыртовой равнины и поймы Волги, между городом Маркс и селом Орловское, на высоте около 20 метров над уровнем моря. В окрестностях — пойменные леса. Почвы тёмно-каштановые солонцеватые и солончаковые.
По автомобильным дорогам расстояние до областного центра города Саратова — 77 км, до районного центра города Маркс — 12 км, до административного центра сельского поселения села Подлесное — 16 км. Близ посёлка проходит региональная автодорога Р226 (Волгоград — Энгельс — Самара)
Часовой пояс
Кривовское, как и вся Саратовская область, находится в часовой зоне МСК+1. Смещение применяемого времени относительно UTC составляет +4:00.

## Население
Динамика численности населения
| 1767 | 1773 | 1788 | 1798 | 1816 | 1834 | 1850 | 1859 | 1889 | 1897 | 1905 | 1910 | 1920 | 1922 | 1926 | 1931 | 1987 | 2002 |
| ---- | ---- | ---- | ---- | ---- | ---- | ---- | ---- | ---- | ---- | ---- | ---- | ---- | ---- | ---- | ---- | ---- | ---- |
| 299  | 325  | 370  | 429  | 620  | 1068 | 1608 | 1513 | 1936 | 2251 | 2801 | 2752 | 2978 | 1685 | 2443 | 3077 | 0    | 7    |

В 1931 году 100 % населения села составляли немцы.
| 2010 |
| ---- |
| 6    |

.